# Университет искусств Мусасино

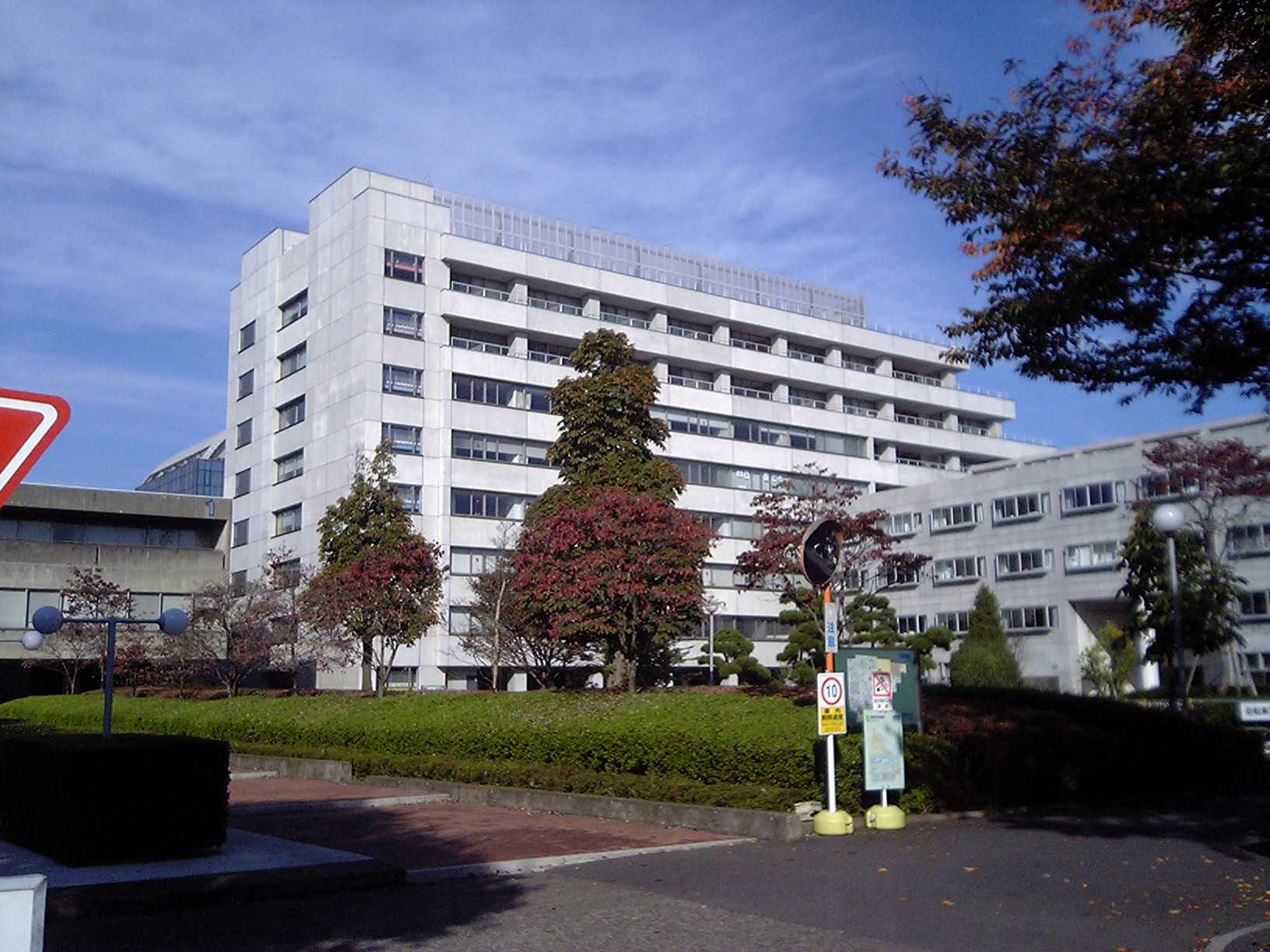
Университет искусств Мусасино

Университет искусств Мусасино (яп. 武蔵野美術大学 Мусасино бидзюцу дайгаку) — высшая художественная школа в городе Кодайра, в префектуре Токио.
Университет искусств Мусасино был основан в октябре 1929 года как Императорская художественная академия (яп. 帝国美術学校 Тэйкоку бидзюцу гакко:). В 1935 году из неё была выделена Императорская академия искусств Тама. С 1948 года университет носит своё нынешнее название. В 1963 году университет стал одним из соучредителей общества Cité Internationale des Arts Paris.

## Студенты и преподаватели (выборка)
- Наото Фукасава — дизайнер
- Сюсаки Аракава — художник
- Юко Симидзу — художник-иллюстратор
- Эндо Хироки — мангака
- Сатоси Кон — режиссёр анимационных фильмов
- Хироми Акияма — скульптор
- Рю Мураками — писатель
- Хисадзи Хара — фотограф и оператор-постановщик